# 圣弗朗西斯之花
《圣弗朗西斯之花》，又译《圣方济各之花》、《方济各的小花》、《圣·弗朗西斯的花束》是一部1950年电影，罗伯托·罗西里尼导演，罗西里尼与费里尼合作编剧。电影根据2本书改编，一本是14世纪的《圣方济各的小花》，第二本是《杜松修士的生命》。
片中的叙事者是詹弗蘭科·貝利尼。Nocere Inferiore修道院的修士扮演了圣方济各及其追随者。方济各由Nazario Gerardi修士扮演，他没有出现在片头字幕中。其中一个更有名的演员是Aldo Fabrizi，他曾于《罗马，不设防的城市》中与罗西里尼合作。